# Dolichopus affluens
Dolichopus affluens is een vliegensoort uit de familie van de slankpootvliegen (Dolichopodidae). De wetenschappelijke naam van de soort is voor het eerst geldig gepubliceerd in 1921 door Van Duzee.